# Ghiacciaio Brush
Il ghiacciaio Brush (in inglese Brush Glacier) è un ampio ghiacciaio situato sulla costa di Walgreen, nella parte orientale della Terra di Marie Byrd, in Antartide. Il ghiacciaio, il cui punto più alto si trova a circa 400 m s.l.m., è situato in particolare sulla costa nord-occidentale della penisola Bear, e da qui fluisce verso ovest fino ad andare ad alimentare la piattaforma glaciale Dotson, poco a nord di capo Jeffrey.

## Storia
Il ghiacciaio Brush è stato mappato dallo United States Geological Survey grazie a fotografie aeree scattate durante l'operazione Highjump, nel gennaio 1947, ed è stato in seguito così battezzato dal Comitato consultivo dei nomi antartici in onore di Bernard E. Brush, ingegnere di campo alla sottostazione di Byrd, una stazione di ricerca a circa 65 km dalla stazione Byrd, nel 1966.